# Pfarrkirche St. Lorenzen am Wechsel

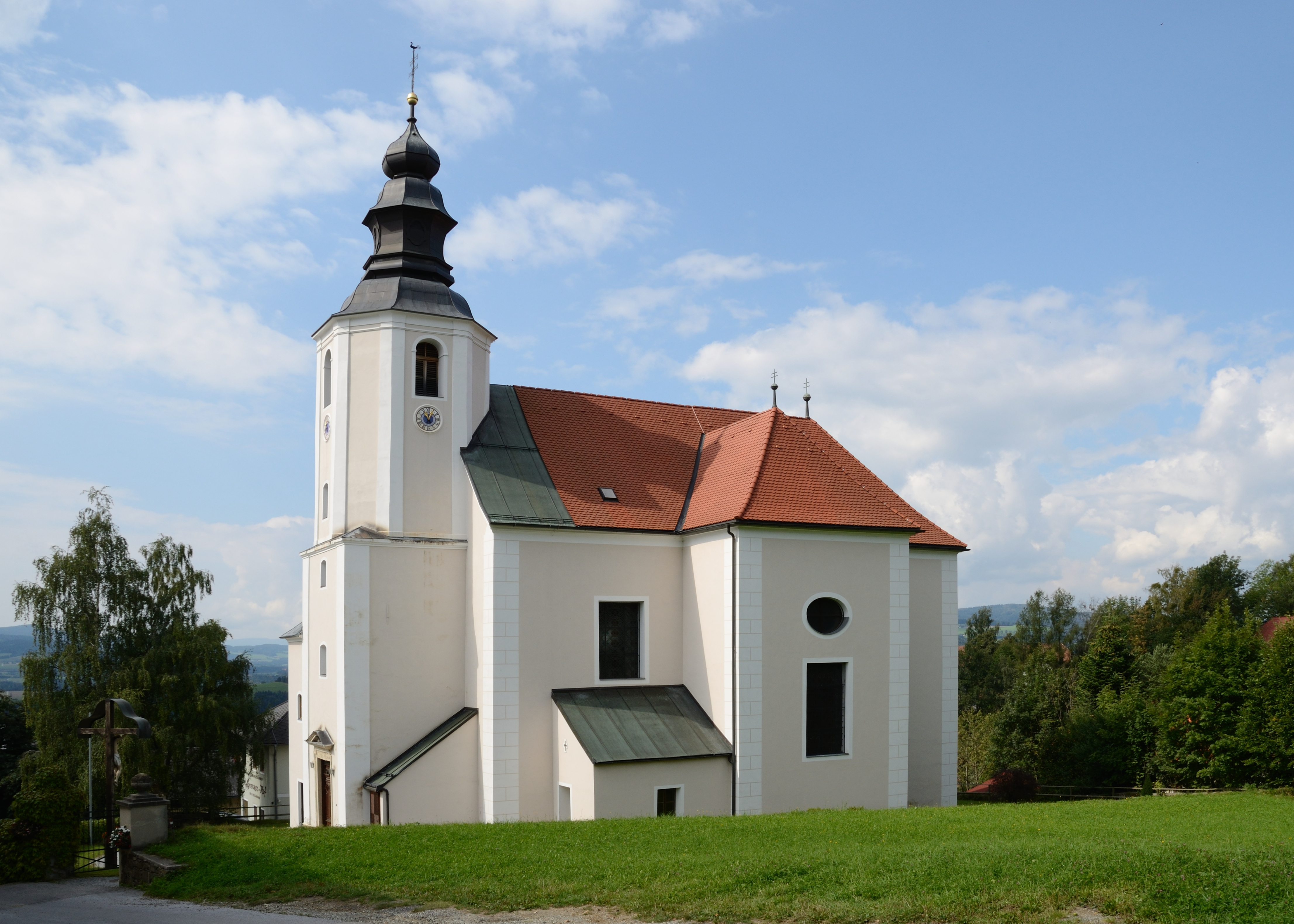
Katholische Pfarrkirche hl. Laurentius in Sankt Lorenzen am Wechsel

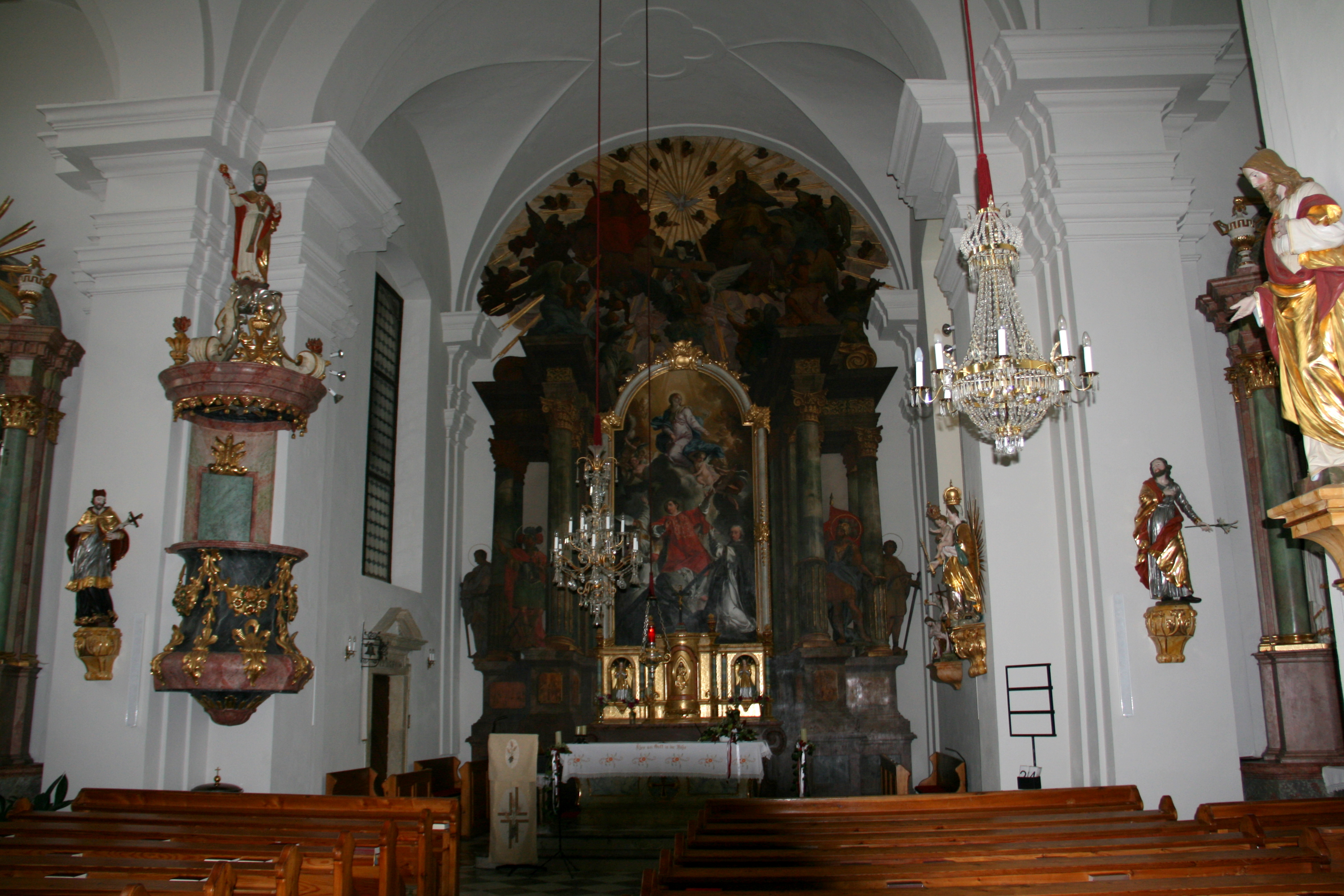
Im Langhaus zum Chor

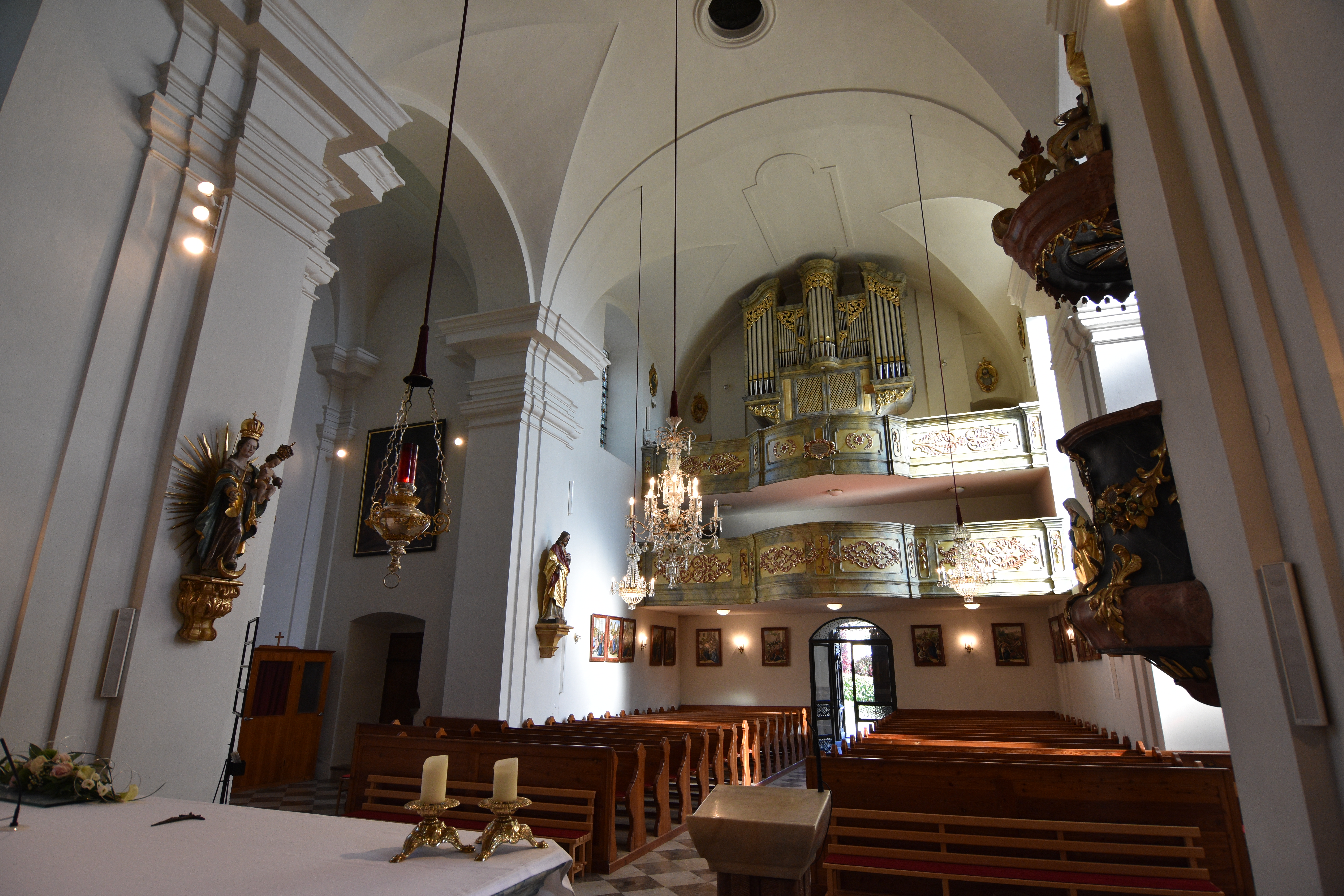
Im Chor zum Langhaus mit Doppelempore und Orgel

Die Pfarrkirche Sankt Lorenzen am Wechsel steht in der Gemeinde Sankt Lorenzen am Wechsel im Bezirk Hartberg-Fürstenfeld in der Steiermark. Die dem heiligen Laurentius von Rom geweihte Pfarrkirche – dem Stift Vorau inkorporiert – gehört zum Dekanat Vorau der Diözese Graz-Seckau. Die Kirche steht unter Denkmalschutz (Listeneintrag).

## Geschichte
Urkundlich wurde 1266 eine Kirche genannt, welche 1306 im Besitze vom Stift Vorau stand. Seit 1344 bestand eine Pfarre. Der heutige Pfarrhof wurde von 1718 bis 1724 erbaut.
1700 wurde die Kirche in westlicher Ausrichtung laut Inschrift in der linken Seitenkapelle neu erbaut, wahrscheinlich nach den Plänen des Vorauer Stiftsbaumeisters Andreas Strassgietl. In der linken Seitenkapelle zeigt die Bauinschrift das Wappen des Vorauer Propstes Philipp Leisl und des Pronotars Rupert Prenner, welcher den Kirchenbau förderte. Der Musikchor mit Doppelemporen wurde 1776 erneuert. 1958 war eine Renovierung.

## Architektur
An das zweijochige Langhaus schließt ein eingezogener breitrechteckiger Chor an, beide sind mit Stichkappentonnen überwölbt. Der vorgesetzte quadratische Ostturm ist im Unterbau älter und trägt ein achteckiges Glockengeschoß und einen Zwiebelhelm, der Turm nennt am Portal die Jahresangabe 1700. Vom zweiten Langhausjoch erweitert sich beidseits eine rechteckige Kapelle. Nordseitig des Chores besteht ein Anbau mit Sakristei und Oratorium mit der Jahresangabe 1700.
Die Glasfenster entstanden 1879.

## Ausstattung
Der Hochaltar mit illusionistisch gemaltem Kulissenaufbau zeigt das Hochaltarbild Apotheose des Laurentius mit der Stifterfigur Rupert Prenner gemalt von Johann Cyriak Hackhofer (1711). Die Seitenaltäre aus dem dritten Viertel des 18. Jahrhunderts zeigen die Bilder Verkündigung und Josef gemalt von Johann Cyriak Hackhofer. Aus der ersten Hälfte des 18. Jahrhunderts: Am Fronbogen gibt es die Figuren Maria mit Kind und Josef, die Figur Johann Nepomuk und vier ovale Heiligenreliefs im Chor, zwei große Bilder Geißelung und Christus fällt unter dem Kreuz. Das Taufsteingehäuse ist aus dem Ende des 18. Jahrhunderts.
Die Orgel aus dem Jahr 1877 schuf Friedrich Werner.